# Wilhelm Wegener (General)

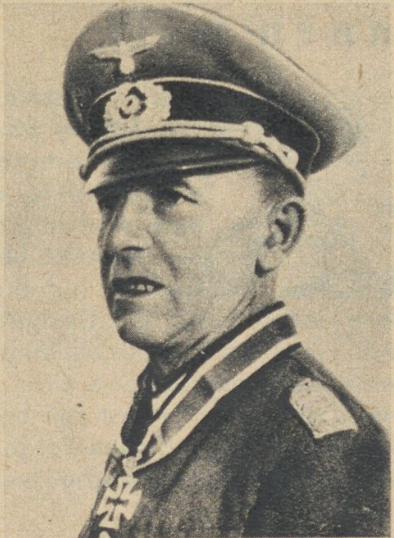
Oberst Wilhelm Wegener

Wilhelm Wegener (* 29. April 1895 in Trebatsch; † 24. September 1944 in Wolmar, Livland) war ein deutscher General der Infanterie im Zweiten Weltkrieg.

## Leben
Wegener trat mit Beginne des Ersten Weltkriegs am 2. August 1914 als Fähnrich in das Colbergsche Grenadier-Regiment „Graf Gneisenau“ (2. Pommersches) Nr. 9 der Preußischen Armee ein, mit dem er an die Ostfront ging und dort am 19. Januar 1915 mit Rangdienstalter vom 18. Juni 1915 zum Leutnant befördert wurde. 1916 wurde Wegener an die Westfront versetzt, wo er 1916 in britische Gefangenschaft geriet, aus der er im Dezember 1918 entlassen wurde.
Ausgezeichnet mit beiden Klassen des Eisernen Kreuzes sowie dem Verwundetenabzeichen in Schwarz wurde Wegener in die Reichswehr übernommen und in verschiedenen Dienstposten verwendet. Bis 1937 stieg er zum Major und Adjutant der 32. Infanterie-Division auf. In dieser Funktion erfolgte am 1. Oktober 1938 seine Beförderung zum Oberstleutnant.
Bei der Mobilmachung am 26. August 1939 wurde Wegener zum Adjutanten des II. Armeekorps ernannt. Ab 1. Juli 1940 war er Kommandeur des Infanterieregiments 94 der 32. Infanterie-Division. Im September 1940 verlegte die Division aus Frankreich nach Westpreußen zur weiteren Ausbildung. Ab dem 22. Juni 1941 kam sie dann im Rahmen der Heeresgruppe Nord beim Unternehmen Barbarossa zum Einsatz, der bis Kriegsende 1945 anhielt. Wegener wurde am 1. September 1941 mit Rangdienstalter vom 1. Oktober 1940 zum Oberst befördert und für seine Führungsarbeit und die Leistungen seines Regiments am 27. Oktober 1941 mit dem Ritterkreuz des Eisernen Kreuzes sowie bereits am 19. Januar 1942 mit dem Eichenlaub zum Ritterkreuz (66. Verleihung) ausgezeichnet. Er führte das Infanterieregiment 94 bis Mitte Mai 1942 und wurde per 1. Juni 1942 mit der Führung der 32. Infanterie-Division beauftragt und zum Generalmajor befördert. Die Division war mehr als ein Jahr lang im sogenannten „Kessel von Demjansk“ eingesetzt und danach an der Lowatfront. Hier erhielt Wegener am 1. März 1943 seine Beförderung zum Generalleutnant. Am 27. Juni 1943 gab er die Divisionsführung an Generalmajor Alfred Thielmann ab und wurde kurzzeitig in die Führerreserve des Heeres versetzt. Am 12. September 1943 wurde Wegener mit der Führung des L. Armeekorps an der Front vor Leningrad beauftragt und am 1. Dezember 1943 zum Kommandierenden General ernannt und zum General der Infanterie befördert. Sein Korps führte Wegener durch die schweren Rückzugskämpfe von Leningrad über die Luga und Pleskau nach Livland. Noch einmal wurde Wegener ausgezeichnet. Er erhielt am 17. September 1944 die 97. Schwerter zum Ritterkreuz des Eisernen Kreuzes mit Eichenlaub. Wenige Tage danach, am 24. September 1944, starb Wegener während der Rückfahrt von der Front zu seinem Gefechtsstand durch Tieffliegerangriff.